# Laurie Cunningham
Laurence Paul "Laurie" Cunningham (8. marts 1956 – 15. juli 1989) var en engelsk fodboldspiller, der spillede for en række klubber internationalt. Han spillede blandt andet for Manchester United, Wimbledon, Leicester City og Rayo Vallecano.